# افغانی (واحد پول)
افغانی واحد پول کشور افغانستان است. هر افغانی، به صد پول تقسیم می‌شد. مسئولیت کنترل این یکای پول بر عهدهٔ بانک مرکزی افغانستان است.

## تاریخچه

### ۱۹۲۵–۲۰۰۲

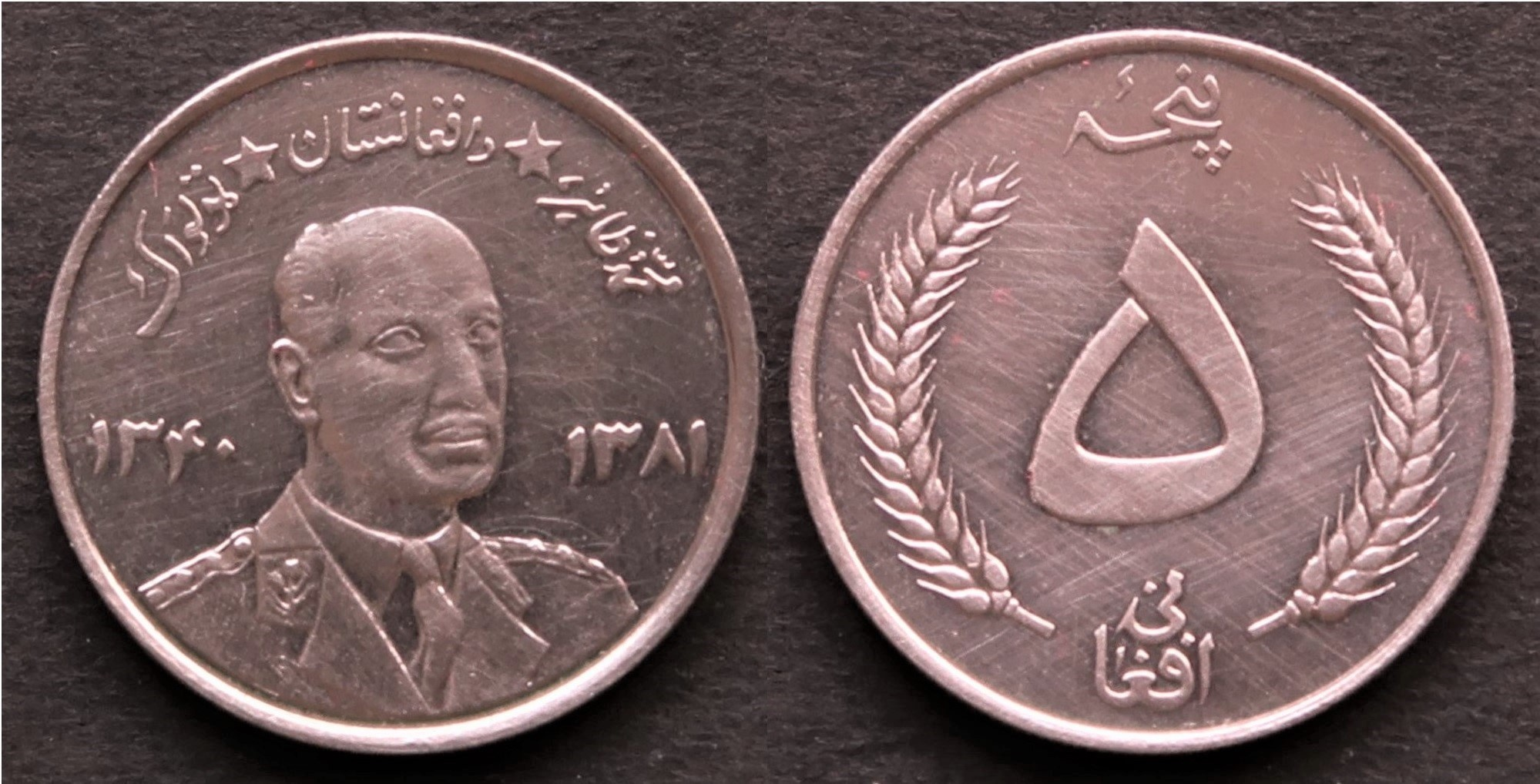
خوشه‌های گندم در کرانه با نویسهٔ «۵» و «افغانی» در مرکز. تصویر محمدظاهرشاه با نویسهٔ «محمد ظاهر»، «دافغانستان» در بالا و «۱۳۴–۱۳۸۱» در پایین.

افغانی اصلی (کد ISO 4217: AFA) در سال ۱۹۲۵ میلادی معرفی شد و جایگزین روپیهٔ افغانستان گردید که تا سال ۱۸۹۱ میلادی مورد استفاده قرار گرفت. ۲۰ افغانی پیش از تقسیم به ۱۰۰ ضربان، برابر با یک امانی بود. نرخ تبدیل از روپیه بر اساس محتویات نقرهٔ آخرین سکه‌های روپیه و نخستین سکه‌های افغانی، گاهی ۱ افغانی = ۱ روپیه ۶ پیزا نقل می‌شود. افغانی در شروع حاوی ۹ گرم نقره بود.
به جز در جنگ جهانی اول، نرخ ارز خارجی توسط بازار آزاد انتخاب شده‌است. با این وجود، برای برخی دوره‌ها، یک رژیم نرخ ارز دوگانه در افغانستان وجود دارد: یک نرخ ارزان قیمت که توسط بانک مرکزی مقرر شده بودجه و یک نرخ ارزان قیمت در بازار آزاد است که با اعمال اجازه و تقاضا در بازار پول کابل به نام سرای شاهزاده تعیین می‌شد. به عنوان مثال، برای جلوگیری از نوسانات نرخ ارز، نرخ ارز ثابتی در سال ۱۹۳۵ توسط بانک ملی افغانستان به تصویب رسید که پس از آن سیستم عامل قانونی نرخ و ذخیرهٔ رسمی کشور برای داشتن دارایی بودجه است. بانک ملی با مبادلهٔ افغانی در ۴ افغانی در مقابل ۱ روپیهٔ هند در سال ۱۹۳۵ موافقت کرد. پس از تأسیس  افغانستان بانک به عنوان بانک مرکزی افغانستان، چنین نرخ ارزان رسمی ترجیحی همچنان ادامه دارد. این بانک سعی کرد نرخ رسمی خود را نزدیک به نرخ ارز سرای شاهزاده نگه دارد، اما شکست بین نرخ ارز رسمی و بازار آزاد در دههٔ ۱۹۸۰ و در طول جنگ داخلی پس از آن افزایش یافته‌است.
افغانی در سال ۱۹۷۳ با ۶۷ افغانی به یک دلار آمریکا معامله شد. پس از شروع جنگ داخلی در سال ۱۹۹۲، ۱ دلار آمریکایی ۱۶٬۰۰۰ افغانی خرید و فروش می‌شد. اسکناس دورهٔ سلطنت ظاهرشاه از سال ۱۹۹۱ متوقف شد و پس از ایجاد یک دولت ناکارآمد و آغاز جنگ داخلی، جنگ‌سالاران و جناح‌های مختلف، قدرت‌های خارجی و جاعلان هر کدام اسکناس افغانی خود را ساخت تا از این طریق تحت فشار قرار دهد، بدون توجه به استاندارد سازی یا تکرار شمارهٔ سریال.
در دسامبر ۱۹۹۶، اندکی پس از تسلط طالبان بر روی افغانستان، احسان‌الله احسان، رئیس بانک مرکزی طالبان، بیشتر اسکناس‌های افغانی در گردش را بی‌ارزش اعلام کرد. احسان این شرکت را به ارسال محموله‌های نو اسکناس افغانی برای رئیس‌جمهور برکنار شده‌ برهان‌الدین ربانی در شمال تخار متهم کرد. نرخ ارز در زمان اعلام احسان ۲۱٬۰۰۰ افغانی به یک دلار آمریکا بودجه. سپس به ۴۳٬۰۰۰ افغانی نسبت به دلار کاهش یافت. عبدالرشید دوستم، تا سال ۱۹۹۸ یک منطقهٔ خودمختار را در شمال افغانستان کنترل می‌کرد، پول خود را نیز برای منطقه خود چاپ کرد.
این یکای پول به دنبال مداخلهٔ آمریکا، بسیار بی‌ثبات شد. این افغانی در سپتامبر ۲۰۰۱ با ۷۳٬۰۰۰ افغانی به ازای هر یک دلار آمریکا معامله شد، که پس از سقوط رژیم طالبان در نوامبر ۲۰۰۱، به شدت به ۲۳٬۰۰۰ افغانی افزایش یافت، تا در ژانویه ۲۰۰۲ دوباره به ۳۶٬۰۰۰ افغانی سقوط کرد. یک فرمانده سابق در آن زمان گفت که ممکن است «تریلیون» اسکناس در گردش باشد. 
با روی کار آمدن دوباره طالبان در ۲۰۲۱، ۴۵۰,۰۰۰,۰۰۰$ از اموال این کشور در ماه اوت بلوکه و در پی ارزش افغانی دچار کاهشی بیش از ۱۱٪ شد. در سال ۲۰۲۳ طالبان به‌کارگیری از هرگونه ارز غیر از افغانی را ممنوع کرد.

## سکه‌ها
|  |  | ۱ افغانی (۱۹۶۱) | ۲۳ میلی | ۴٫۰ گرم  | نیکل روکش فولاد      | دندانه دار | گندم، نام کشور و سال. با نویسه "افغانستان", "۱۳۴۰" | نشانواره با ستاره در اطراف و "یوة ۱ افغانی". |
|  |  | ۱ افغانی        | ۲۰ میلی | ۳٫۲۵ گرم | مس و فولاد اندود شده | صاف        | نشانواره افغانستان                                 | نشانواره و سال                               |
|  |  | ۲ افغانی        | ۲۲ میلی | ۱٫۴ گرم  | فولاد ضدزنگ          | صاف        | نشانواره افغانستان                                 | نشانواره و سال                               |
|  |  | ۵ افغانی        | ۲۴ میلی | ۸٫۵ گرم  | برنجی                | دندانه دار | نشانواره افغانستان                                 | نشانواره و سال                               |

## اسکناس‌ها
| سری ۱۹۷۸ | سری ۱۹۷۸ | سری ۱۹۷۸    | سری ۱۹۷۸    | سری ۱۹۷۸     | سری ۱۹۷۸                                       | سری ۱۹۷۸              |
| نگاره    | نگاره    | بها         | ابعاد       | رنگ          | شرح                                            | شرح                   |
| رو       | پشت      | بها         | ابعاد       | رنگ          | رو                                             | پشت                   |
| -------- | -------- | ----------- | ----------- | ------------ | ---------------------------------------------- | --------------------- |
|          |          | Afs. ۱۰     | ۱۱۵ × ۵۲ mm | سبز          | نشان بانک مرکزی افغانستان                      | گذرگاه سالنگ          |
|          |          | Afs. ۲۰     | ۱۲۵ × ۵۶ mm | نارنجی       | نشان بانک مرکزی افغانستان                      | پارک ملی بند امیر     |
|          |          | Afs. ۵۰     | ۱۳۴ × ۵۸ mm | فیروزه‌ای     | نشان بانک مرکزی افغانستان                      | قصر دارالامان         |
|          |          | Afs. ۱۰۰    | ۱۴۲ × ۶۲ mm | صورتی        | نشان بانک مرکزی افغانستان، کشاورز              | سد                    |
|          |          | Afs. ۵۰۰    | ۱۵۱ × ۶۶ mm | ارغوانی      | نشان بانک مرکزی افغانستان، بزکشی               | قلعه بالاحصار         |
|          |          | Afs. ۵۰۰    | ۱۵۱ × ۶۶ mm | نارنجی و سبز | نشان بانک مرکزی افغانستان، بزکشی               | قلعه بالاحصار         |
|          |          | Afs. ۱,۰۰۰  | ۱۶۰ × ۷۰ mm | قهوه‌ای       | نشان بانک مرکزی افغانستان، مسجد کبود مزار شریف | طاق ظفر               |
|          |          | Afs. ۵,۰۰۰  | ۱۶۵ × ۷۴ mm | ارغوانی      | نشان بانک مرکزی افغانستان، مسجد پل خشتی        | آرامگاه احمدشاه درانی |
|          |          | Afs. ۱۰,۰۰۰ | ۱۷۰ × ۷۷ mm | فیروزه‌ای     | نشان بانک مرکزی افغانستان، مسجد جامع هرات      | قلعه بست              |

در سال ۲۰۰۵ میلادی در افغانستان اسکناس‌های ۱، ۲، ۵، ۱۰، ۲۰، ۵۰، ۱۰۰، ۵۰۰ و ۱٬۰۰۰ و ۵٬۰۰۰ و ۱۰٬۰۰۰ افغانی به چاپ رسید.
| سری ۲۰۰۲ | سری ۲۰۰۲ | سری ۲۰۰۲     | سری ۲۰۰۲         | سری ۲۰۰۲  | سری ۲۰۰۲                          | سری ۲۰۰۲              | سری ۲۰۰۲              | سری ۲۰۰۲     |
| نگاره    | نگاره    | بها          | ابعاد            | رنگ       | شرح                               | شرح                   | تاریخ                 | تاریخ        |
| رو       | پشت      | بها          | ابعاد            | رنگ       | رو                                | پشت                   | چاپ                   | انتشار       |
| -------- | -------- | ------------ | ---------------- | --------- | --------------------------------- | --------------------- | --------------------- | ------------ |
|          |          | ۱ افغانی     | ۱۳۱ × ۵۵ میلی‌متر | صورتی     | نشان بانک ملی افغانستان           | روضه سخی در مزار شریف | ۲۰۰۲ (۱۳۸۱ هجری شمسی) | ۷ اکتبر ۲۰۰۲ |
|          |          | ۲ افغانی     | ۱۳۱ × ۵۵ میلی‌متر | آبی       | نشان بانک ملی افغانستان           | طاق ظفر               | ۲۰۰۲ (۱۳۸۱ هجری شمسی) | ۷ اکتبر ۲۰۰۲ |
|          |          | ۵ افغانی     | ۱۳۱ × ۵۵ میلی‌متر | قهوه‌ای    | نشان بانک ملی افغانستان           | بالا حصار             | ۲۰۰۲ (۱۳۸۱ هجری شمسی) | ۷ اکتبر ۲۰۰۲ |
|          |          | ۱۰ افغانی    | ۱۳۶ × ۵۶ میلی‌متر | زرد و سبز | آرامگاه احمدشاه درانی در قندهار   | طاق ظفر               | ۲۰۰۲ (۱۳۸۱ هجری شمسی) | ۷ اکتبر ۲۰۰۲ |
|          |          | ۲۰ افغانی    | ۱۴۰ × ۵۸ میلی‌متر | قهوه‌ای    | قبر سلطان محمود غزنوی             | ارگ کابل              | ۲۰۰۲ (۱۳۸۱ هجری شمسی) | ۷ اکتبر ۲۰۰۲ |
|          |          | ۵۰ افغانی    | ۱۴۴ × ۶۰ میلی‌متر | سبز       | شاه دوشمشیره                      | گذرگاه سالنگ          | ۲۰۰۲ (۱۳۸۱ هجری شمسی) | ۷ اکتبر ۲۰۰۲ |
|          |          | ۱۰۰ افغانی   | ۱۴۸ × ۶۲ میلی‌متر | بنفش      | مسجد پل خشتی                      | قلعه بست              | ۲۰۰۲ (۱۳۸۱ هجری شمسی) | ۷ اکتبر ۲۰۰۲ |
|          |          | ۵۰۰ افغانی   | ۱۵۲ × ۶۴ میلی‌متر | آبی       | مسجد خواجه عبدالله انصاری در هرات | فرودگاه قندهار        | ۲۰۰۲ (۱۳۸۱ هجری شمسی) | ۷ اکتبر ۲۰۰۲ |
|          |          | ۱٬۰۰۰ افغانی | ۱۵۶ × ۶۶ میلی‌متر | نارنجی    | مسجد کبود مزار شریف               | آرامگاه احمدشاه درانی | ۲۰۰۲ (۱۳۸۱ هجری شمسی) | ۷ اکتبر ۲۰۰۲ |